# Curraj i Poshtëm
Curraj i Poshtëm – wieś położona w północnej części Albanii w gminie Lekbibaj.

## Demografia
Według spisu ludności z 1989 roku we wsi Curraj i Poshtëm mieszkało 367 mieszkańców.